# Macromia beijingensis
Macromia beijingensis – gatunek ważki z rodziny Macromiidae.